# St. Gordian und Epimachus (Frechenrieden)

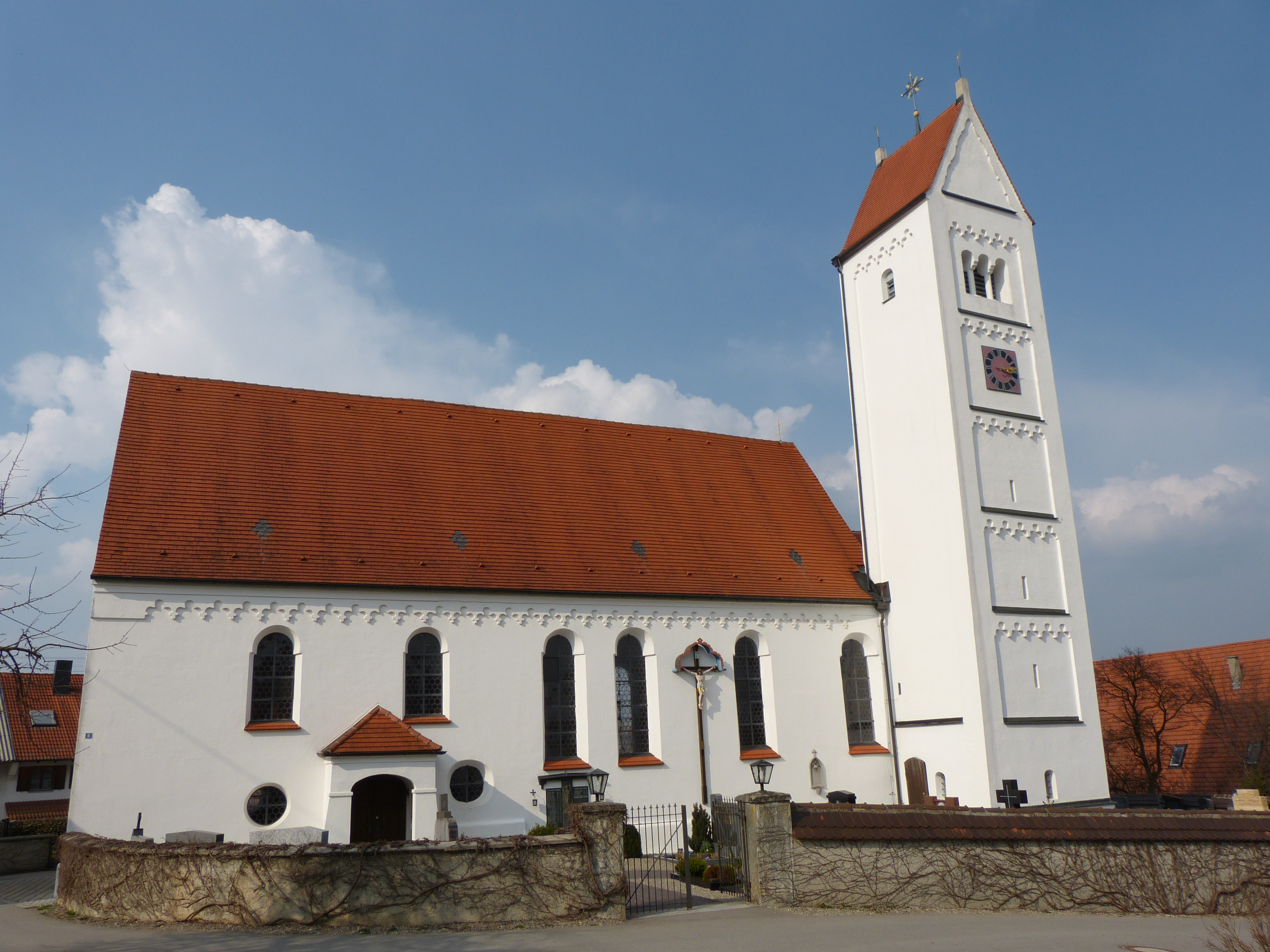
Kirche St. Gordian und Epimachus in Frechenrieden

Die katholische Pfarrkirche St. Gordian und Epimachus befindet sich in Frechenrieden, einem Ortsteil von Markt Rettenbach im Landkreis Unterallgäu in Bayern. Die Kirche steht unter Denkmalschutz.

## Zugehörigkeit
Die Pfarrei gehört zur Pfarreiengemeinschaft Markt Rettenbach im Dekanat Memmingen des Bistums Augsburg.

## Geschichte

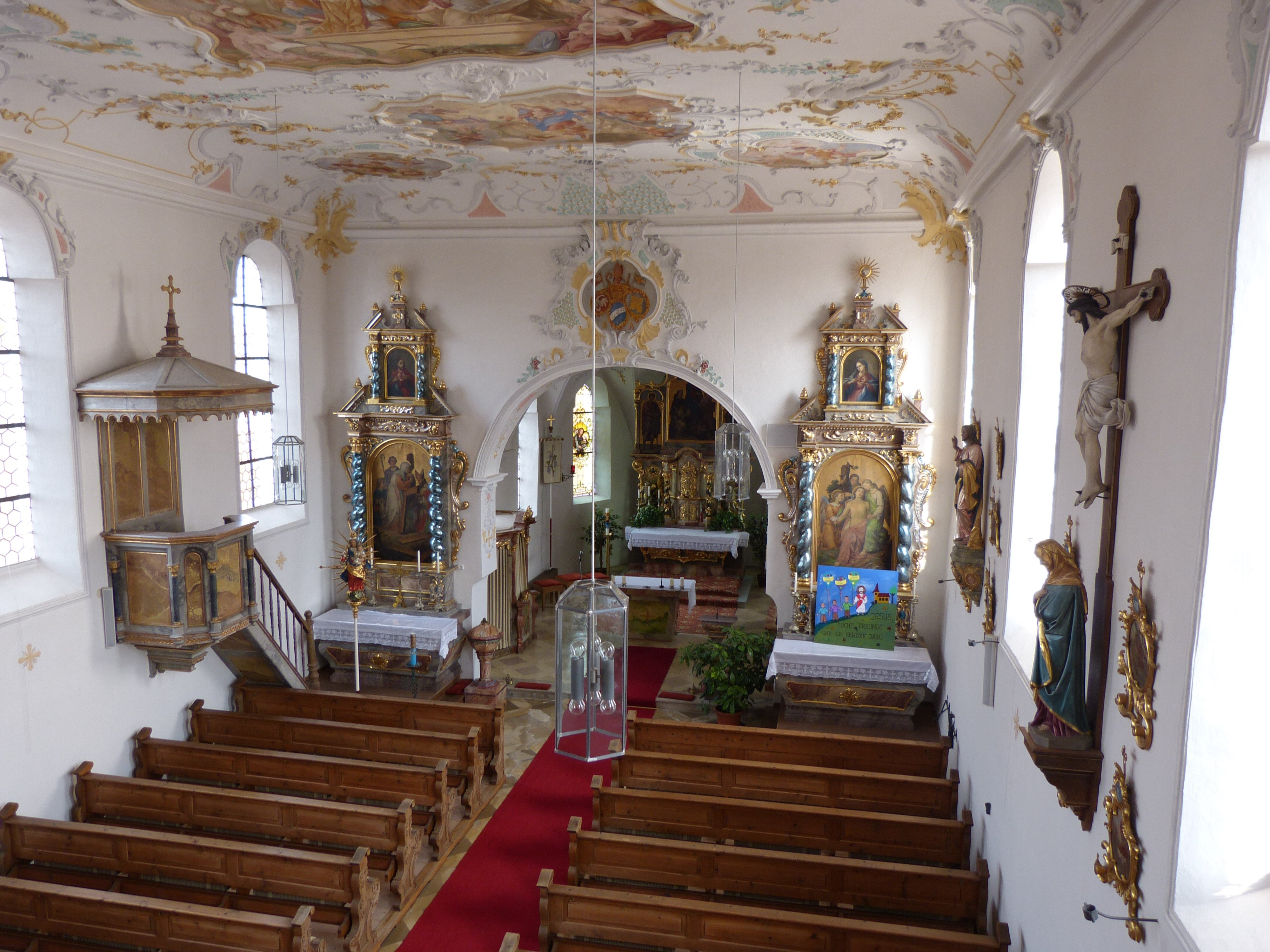
Innenansicht

Die erste Kirche in Frechenrieden wurde bereits vor dem Jahr 912 gegründet. Der Chor und das Langhaus der bestehenden Kirche wurden im 15. Jahrhundert errichtet. 1558 wurde der Kirchturm neu errichtet. Im 18. Jahrhundert, in den Jahren 1735 bis 1740, fand eine barocke Umgestaltung des Kircheninnenraumes statt. Das Langhaus wurde 1920 um zwei Joche in Richtung Westen vergrößert.

## Baubeschreibung
Das Langhaus der verputzten Kirche ist ein Saal mit sechs Fensterachsen und Flachdecke. An das Langhaus schließt sich durch einen runden Chorbogen der eingezogene Chor mit 3/8 Schluss an. Der Chor enthält zwei Achsen und verfügt über eine Decke mit Flachtonne mit Stichkappen. An der Choraußenseite sind schlichte Strebepfeiler mit einem Wasserschlag angebracht. An der Westseite der Kirche befindet sich eine Empore. Eine zweite kleinere Empore befindet sich an der Südwand des Chores. Der mit einem Satteldach gedeckte Kirchturm ist im südlichen Chorwinkel errichtet und leicht nach Süden geneigt. Der Kirchturm ist in mehrere Geschosse geteilt. Diese sind an der Außenfassade mit Kleeblattbogenfries geteilt. Im Obergeschoss sind dreiteilige Klangarkaden angebracht. Im Untergeschoss des Turmes befindet sich die Sakristei, diese ist mit einem Kreuzgratgewölbe versehen.

## Ausstattung

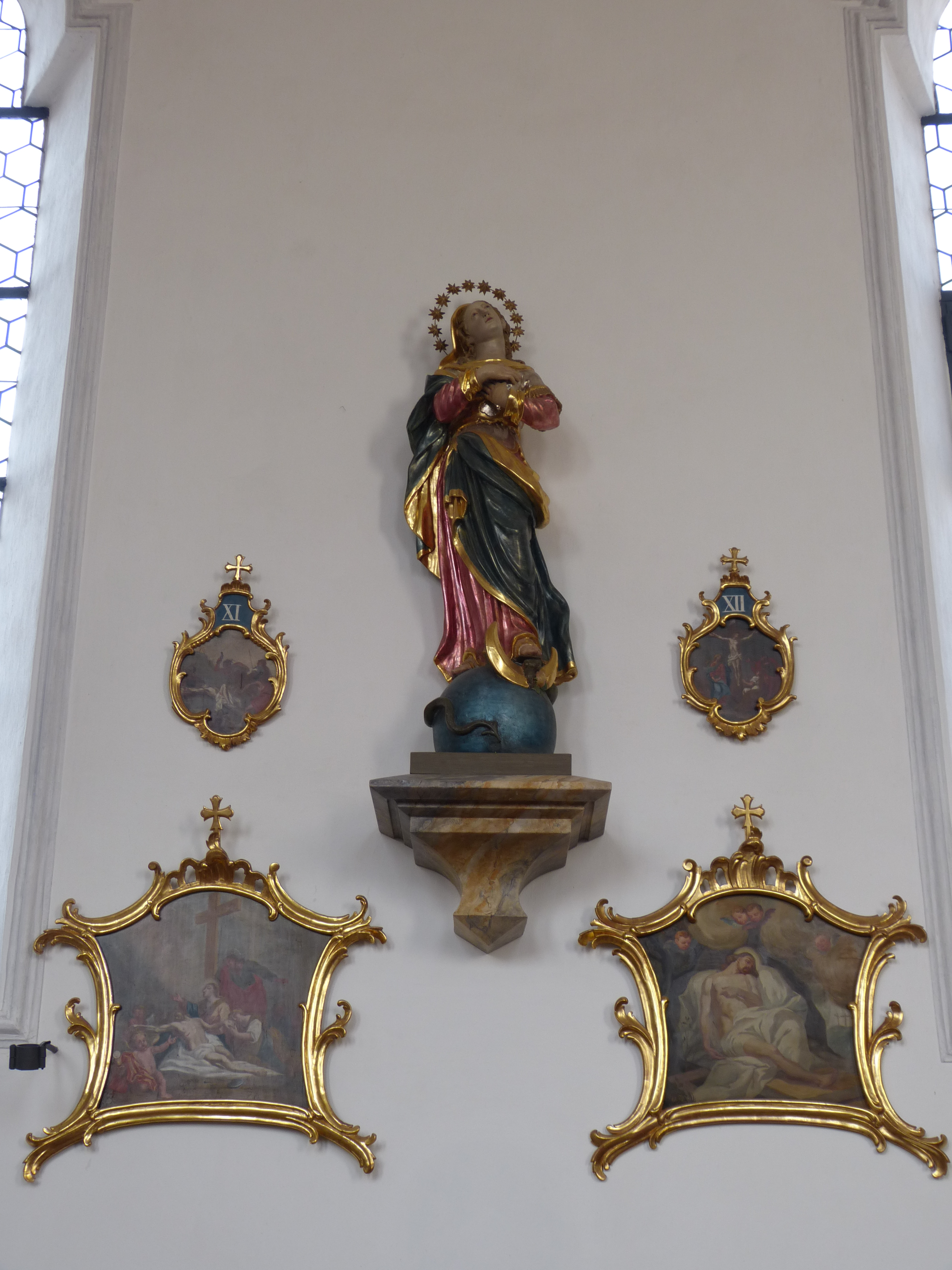
Immaculata, rechts und links Kreuzwegstationen

Die Seitenaltäre sind aus marmoriertem Holz gefertigt und stammen aus dem Jahr 1680. Verziert sind diese mit vergoldetem und versilbertem Ohrmuschelornament. Die beiden Altarbilder sind modern und jeweils von gedrehten Freisäulen flankiert. Die Deckengemälde wurden um das Jahr 1740 geschaffen. Im Chor zeigt das Deckengemälde eine Allegorie der Kirche mit den vier Weltteilen. Die zwölf kleinen Felder der Zwickel und Stichkappen zeigen allegorische Puttendarstellungen. Die Hauptbilder des Langhauses zeigen eine Rosenkranzmadonna mit dem hl. Dominikus und der hl. Katharina von Siena, die Verehrung des Hl. Kreuzes durch Kaiser Heraklius und die hl. Helena, sowie die auf die Fürbitte Mariä erlangten Gnadengaben. Die Nebenbilder im Langhaus zeigen den hl. Theodor, den hl. Alexander, den hl. Gordian, den hl. Epimachus, den hl. Benedikt und die hl. Scholastika.
An der Empore im Westteil der Kirche befinden sich Malereien. Diese zeigen links den Evangelisten Matthäus und die Anbetung der Hirten. Rechts sind die Ausgießung des Hl. Geistes und der hl. Johannes von Patmos dargestellt. Alle Malereien wurden Anfang des 18. Jahrhunderts geschaffen.
Ein Kreuzweg mit vierzehn Stationen ist in der Kirche angebracht. Dieser wurde von einem Ottobeurer Meister geschaffen und stammt aus der Mitte des 18. Jahrhunderts. Die Gemälde sind mit vergoldeten, geschwungenen Holzrahmen gerahmt. In der Kirche befindet sich die gefasste Holzfigur der Immaculata aus der Zeit um 1720 oder 1730. Um das Jahr 1800 herum wurde die Prozessionsstange mit der weiß gefassten Muttergottesfigur geschaffen.
An den Außenwänden der Kirche befinden sich mehrere Grabdenkmäler, an der nördlichen Außenwand für Pfarrer Joseph Wagner († 1741). Zwei weitere Epitaphinschriften aus dem 18. Jahrhundert auf Solnhofener Plattenkalk finden sich an der südlichen Außenwand. Ebenfalls aus Solnhofener Plattenkalk gefertigt ist die Gedenktafel für die Gefallenen und Vermissten der Jahre 1805–1815 innerhalb der Kirche.

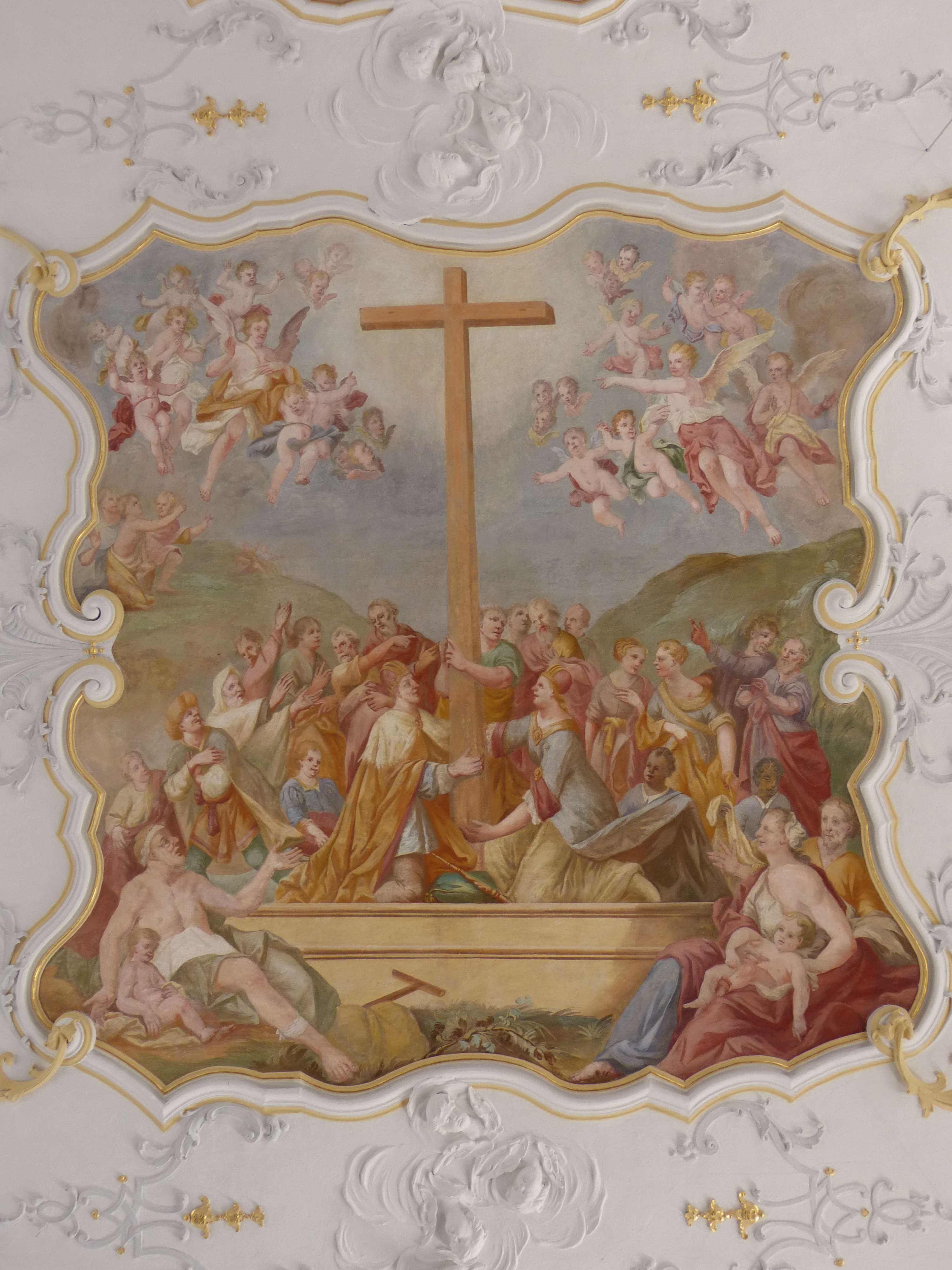
Verehrung des Hl. Kreuzes
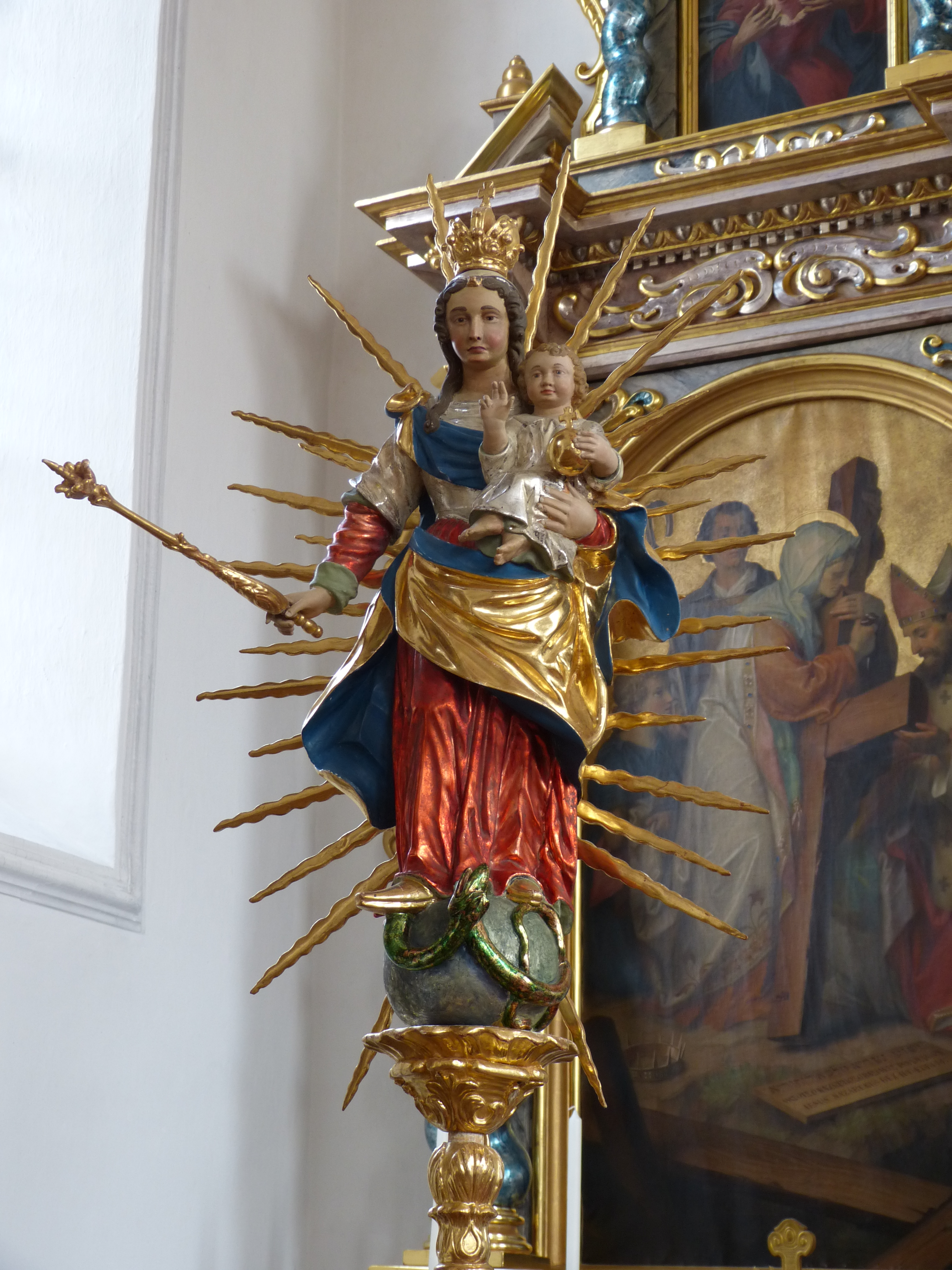
Prozessionsstange
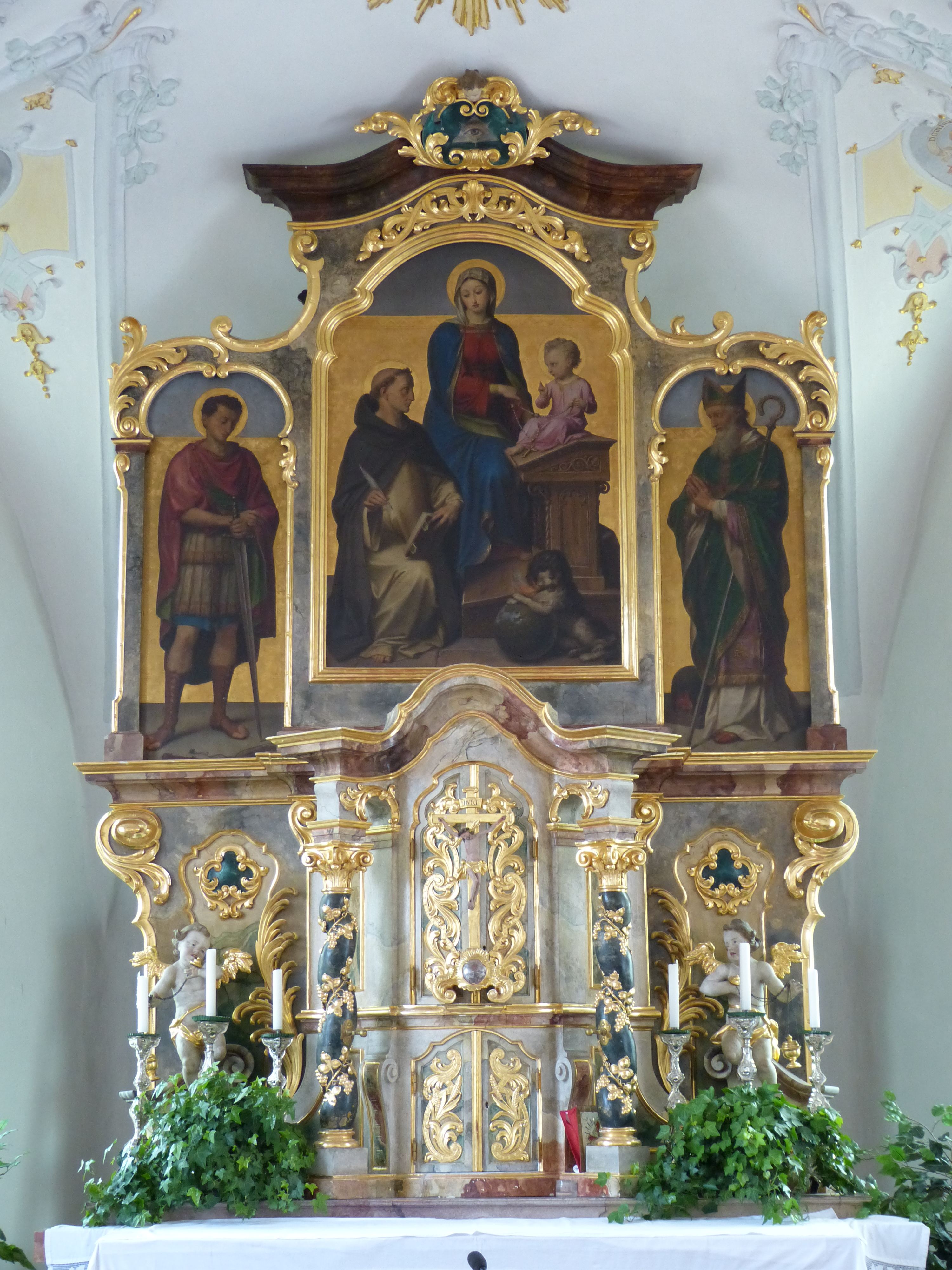
Hochaltar